# JScript
JScript es la implementación de Microsoft de ECMAScript. Está disponible mediante Internet Explorer y el Windows Scripting Host. La versión más reciente es JScript .NET, que está basado en la versión 4 del estándar ECMAScript (aún no terminado), y puede ser compilado para la plataforma Microsoft .NET.
JScript no es lo mismo que JavaScript. Este último es el estándar (también se le llamó ECMAScript), mientras que el primero es propiedad de Microsoft.
- Datos: Q553514